# Julia Benedetti
Pour les articles homonymes, voir Benedetti.
Julia Benedetti González, née le 25 septembre 2004 à La Corogne, en Espagne, est une sportive et skateuse espagnole. Elle participa à l'épreuve de skateboard aux Jeux Olympiques de Tokyo de 2020. Précédemment, elle avait concouru dans la catégorie féminine aux championnats du monde de skateboard, atteignant la 26e place à Sao Paulo en 2018 et la 14e place à Nankin en 2019.

## Son parcours
A 16 ans, elle entra dans l'histoire des Jeux olympiques en étant l'une des 20 sportives, et la seconde espagnol aux côtés de son équipière Andrea Benítez, à disputer l'épreuve de park lors de la première édition des épreuves olympiques de skateboard. Elle chuta lors des 3 passages qu'elle a réalisé, ce qui lui a valu une mauvaise note qui ne lui permit pas d'atteindre la finale. Elle termina à la 16e place.